# Vesterbrogade
Vesterbrogade is een straat in de Deense hoofdstad Kopenhagen. Het is een drukke winkelstraat en de belangrijkste verkeersader van het stadsdeel Vesterbro.
Vesterbrogade heeft een lengte van ongeveer 1,5 kilometer. De straat begint bij het plein Rådhuspladsen in het centrum van Kopenhagen en loopt in min of meer zuidwestelijke richting langs het centraal station Københavns Hovedbanegård en verder door stadsdeel Vesterbro, langs de gemeentegrens met Frederiksberg, tot aan Pile Allé, bij het park Søndermarken. Hierna loopt de straat verder als de Roskildevej langs de dierentuin van Kopenhagen en verder naar de ringweg rond Kopenhagen (E-47/E-55).
Halverweg de Vesterbrogade ligt het plein Vesterbros Torv met de kerk Eliaskirken.

## Geschiedenis
Op de plek van de huidige straat liep oorspronkelijk een weg vanaf de westelijke stadspoort (Vestport) naar Valby. De straat ontstond toen in de tweede helft van de 19e eeuw de oude stadsmuren van Kopenhagen werden afgebroken en bebouwing buiten de westelijke stadspoort werd aangelegd, het huidige Vesterbro.
Vladimir Lenin verbleef enkele maanden in 1910 aan Vesterbrogade 112a toen hij deelnam aan het achtste congres van de Tweede Internationale.

## Gebouwen
Enkele markante gebouwen aan Vesterbrogade zijn:
- Richshuset (1936), op de hoek met het plein Rådhuspladsen, een van de weinige art-deco-gebouwen in Denemarken
- Københavns Hovedbanegård, het centraal station van Kopenhagen.
- Panoptikonbygningen (1952), een gebouw van 12 etages dat enkele jaren het hoogste gebouw van Denemarken was
- Sorte Hest ("het zwarte paard"), een herberg uit eind 17e eeuw.

## Afbeeldingen

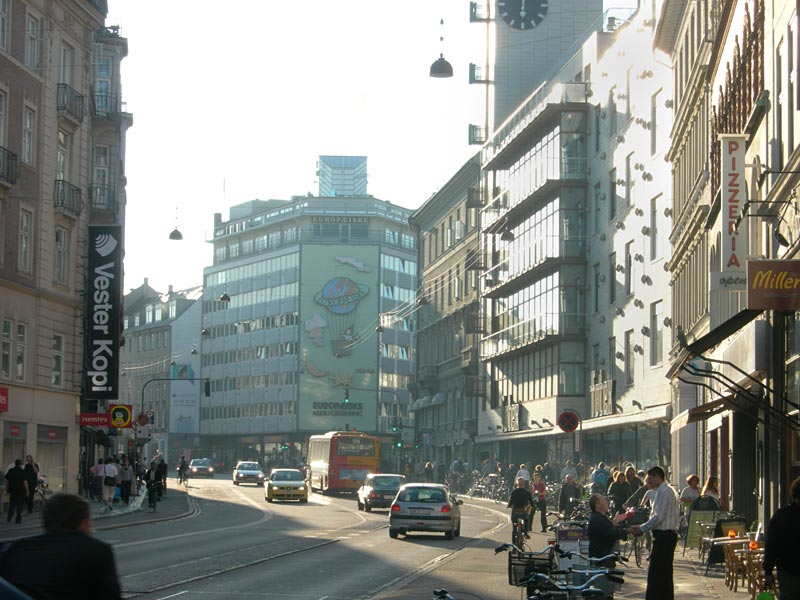
Vesterbrogade
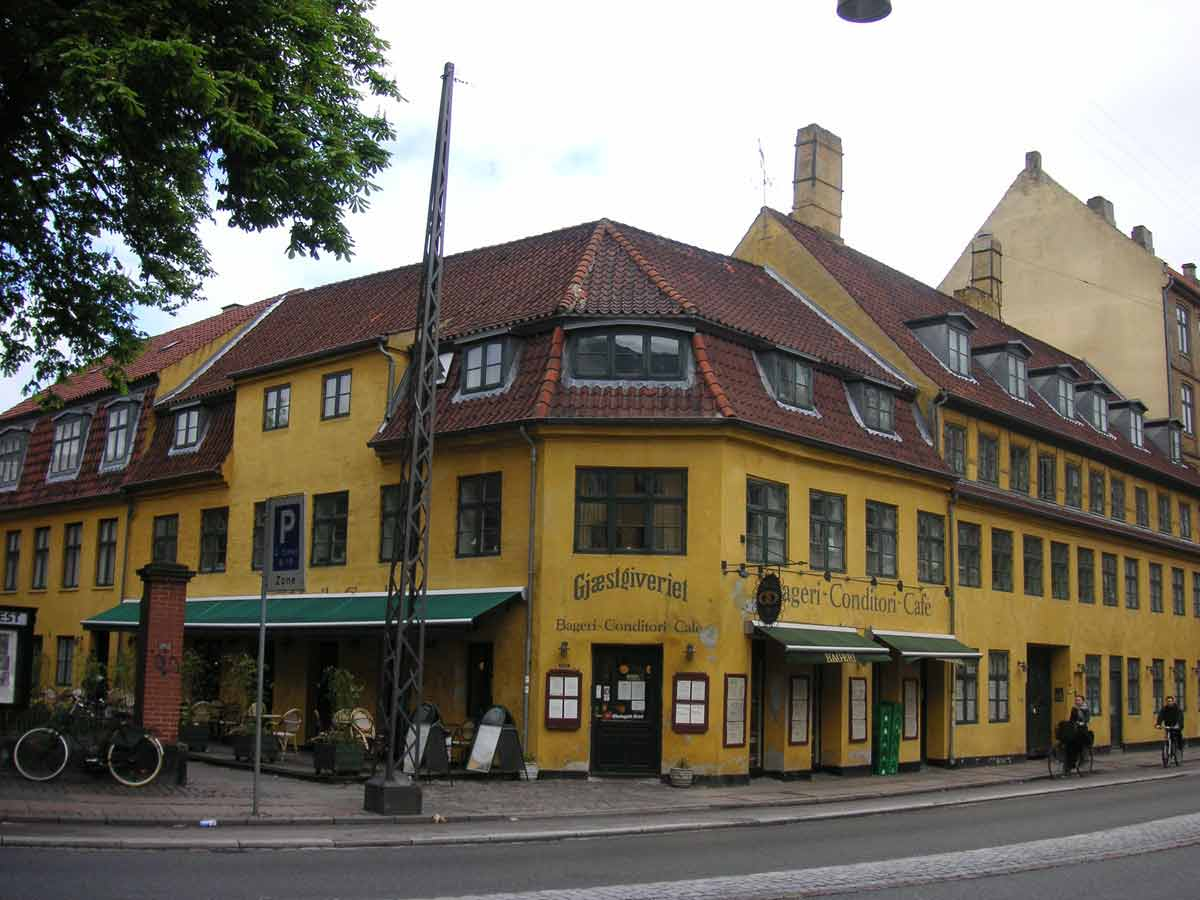
Herberg Sorte Hest